# Judgement2018〜DDT旗揚げ21周年記念大会〜
『Judgement2018〜DDT旗揚げ20周年記念大会〜』（ジャッジメント2018 ディーディーティーはたあげにじゅういっしゅうねんきねんたいかい）日本のプロレス団体DDTプロレスリングによって両国国技館で行われる興行である。

## 試合
| 第1アンダーマッチ 15分一本勝負 |                                                                 |                                                 |
| 松永智充 星誕期 ○マッド・ポーリー チェリー 伊橋剛太 | [7分26秒] ポーリーバスター→片エビ固め                           | 渡瀬瑞基 レッカ 下村大樹 島谷常寛● 中野貴人     |
| 第2アンダーマッチ 15分一本勝負 |                                                                 |                                                 |
| ○近野剣心 定アキラ | [8分10秒] レッグラリアット→片エビ固め                           | 岩崎孝樹 冨永真一郎●                            |
| 第3アンダーマッチ 東京女子プロレス提供試合 15分一本勝負 |                                                                 |                                                 |
| ○坂崎ユカ 中島翔子 | [8分45秒] 魔法少女スプラッシュ→体固め                           | 辰巳リカ 黒音まほ●                              |
| オープニングマッチ ガントレットタッグマッチ 各30分一本勝負 |                                                                 |                                                 |
| アントーニオ本多 イーサン・ペイジ | 才木玲佳 レディビアード                                         | 吉村直巳 奥田啓介                               |
| 彰人 勝俣瞬馬 | 大鷲透 平田一喜                                                 | LiLiCo 大石真翔                                 |
| ○本多 ペイジ | [3分26秒] 才木のボディーアタック誤爆→オーバー・ザ・トップロープ | 才木 ビアード●                                  |
| 本多 ○ペイジ | [5分1秒] ビッグブーツから→オーバー・ザ・トップロープ            | 吉村● 奥田                                      |
| 彰人 ○勝俣 | [1分0秒] 勝俣式断頭台（仮）→片エビ固め                          | 本多● ペイジ                                    |
| 彰人 ●勝俣 | [2分4秒] 奇跡を呼ぶ一発逆転首固め                               | 大鷲 平田○                                      |
| ●LiLiCo 大石 | [3分20秒] 奇跡を呼ぶ一発逆転首固め                              | 大鷲 平田○                                      |
| 第二試合 ワールド・クレイジーレスラーNo.1決定戦 in DDT 30分一本勝負 |                                                                 |                                                 |
| ●ジョーイ・ライアン | [10分11秒] ビリー・ゴーツ・カース                               | コルト“Boom Boom”カバナ○                        |
| 第三試合 東京女子プロレス提供スペシャル6人タッグマッチ 30分一本勝負 |                                                                 |                                                 |
| ○沙希様 世志琥様 アズサ・クリスティ | [11分55秒] アカデミー賞→体固め                                  | 山下実優 伊藤麻希 瑞希●                         |
| 第四試合 アイアンマンヘビーメタル級選手権試合 60分一本勝負 |                                                                 |                                                 |
| ○スーパー・ササダンゴ・マシン （王者） | [9分12秒] 横入り式エビ固め                                      | 黒潮"イケメン"二郎● （挑戦者）                  |
| ※第1298代王者が防衛に成功。 |                                                                 |                                                 |
| 第五試合 KO-D6人タッグ選手権試合 60分一本勝負 |                                                                 |                                                 |
| KUDO ●坂口征夫 高梨将弘 （第32代王者） | [12分28秒] 梅田ドライバー(仮)→エビ固め                          | 梅田公太○ 上野勇希 竹田光珠 （挑戦者）          |
| ※酒呑童子が3度目の防衛に失敗、梅田組が第33代王者組となる。 |                                                                 |                                                 |
| 第六試合 ウェポンランブル5WAYタッグ敗者肛門爆破マッチ 30分一本勝負 |                                                                 |                                                 |
| 高木三四郎 一般人・澤宗紀 |                                                                 | マイク・ベイリー ○MAO                           |
| 宮本裕向 高尾蒼馬 | [17分43秒] キャノンボール450°→エビ固め                          | 木高イサミ 阿部史典                             |
| 中澤マイケル● 中邑珍輔 |                                                                 |                                                 |
| 公認凶器(1)タライ（高尾）(2)サーフボード（珍輔）(3)ロッカー（ベイリー&MAO）(4)T2ひー女子【マーガレット、平田一子、ゴージャス松子】（高木&澤）(5)僧侶3名（阿部）(6)笑ってはいけないルール（珍輔&マイケル）(7)ドラマティックドリーム号（高木）(8)ドラマティック・ロードローラー（ベイリー&MAO）(9)巨大有刺鉄線ボード（宮本&高尾）(10)ギガラダー（イサミ&阿部）(11)モジモジ君スタイルの大谷晋二郎 |                                                                 |                                                 |
| 第七試合 ドラマティック・ドリームマッチ 30分一本勝負 |                                                                 |                                                 |
| 男色ディーノ ●石井慧介 大家健 | [20分9秒] ムーンサルト・プレス→体固め                           | グレート・ムタ○ 佐々木大輔 遠藤哲哉             |
| セミファイナル ウチコミ！presents KO-Dタッグ選手権試合 60分一本勝負 |                                                                 |                                                 |
| ●HARASHIMA 丸藤正道 （第62代王者組） | [17分49秒] 轟天→エビ固め                                        | 関本大介 樋口和貞○ （挑戦者組）                 |
| ※ハラシマルフジが6度目の防衛に失敗、関口組が第63代王者組となる。 |                                                                 |                                                 |
| メインイベント KO-D無差別級選手権試合 60分一本勝負 |                                                                 |                                                 |
| ○竹下幸之介 （第61代王者） | [23分31秒] ジャーマン・スープレックス・ホールド                 | 石川修司● （挑戦者＝D王 GRAND PRIX 2018優勝者） |
| ※第61代王者が11度目の防衛に成功。 |                                                                 |                                                 |